# Superintendencia de Servicios Sanitarios
La Superintendencia de Servicios Sanitarios (SISS) es un servicio público funcionalmente descentralizado de Chile, con personalidad jurídica y patrimonio propio, sujeto a la supervigilancia del presidente de la República a través del Ministerio de Obras Públicas (MOP). 
Creada el 27 de enero de 1990 por la ley 18.902, asumió parte de las funciones del disuelto Servicio Nacional de Obras Sanitarias (SENDOS). Su sede nacional se encuentra ubicada en calle Moneda, en la comuna de Santiago.

## Funciones
Sus principales funciones son:
1. Proponer las tarifas de los servicios sanitarios urbanos (de producción y distribución de agua potable y de recolección y disposición de aguas servidas) al Ministerio de Economía;
2. Fiscalizar el cumplimiento de las normas que regulan a las empresas sanitarias que operan en concesiones urbanas, y
3. Controlar la normativa ambiental relativa a la descontaminación de las aguas residuales.

A su vez, los prestadores de servicios sanitarios son las entidades que brindan servicios de saneamiento en los siguientes ámbitos: 
1. Servicio público de producción y distribución de agua potable,
2. Servicio público de recolección y disposición de aguas servidas

Es función de la Superintendencia de Servicios Sanitarios, el Registro y Control de todas las empresas y personas naturales que, prestan servicios directos o indirectos en los temas que le corresponden, como el registro de contratistas y proyectistas autorizados.

## Normativas
Este organismo se rige por el Reglamento Instalaciones Domiciliarias de Agua potable y Alcantarillado (RIDAA-RILE).

## Agua Potable Rural
Los sistemas de agua potable rural (APR) son aquellos servicios que se prestan en áreas calificadas como rurales, conforme con los respectivos instrumentos de planificación territorial (Plan Regulador), y no reúnen los requisitos de servicio público de distribución de agua potable que establece la Ley General de Servicios Sanitarios para estos efectos (inciso 2ª, artículo 5º, DFL MOP Nº382/88). 
Los sistemas de APR no cuentan con una regulación jurídico - institucional y no están sujetos al cumplimiento del régimen de concesiones sanitarias. Por tanto, estos sistemas se forman y constituyen como un servicio particular, bajo la forma de un Comité o Cooperativa u otra figura jurídica que acuerden los interesados, obteniendo los permisos de funcionamiento del Ministerio de Salud, a través de los respectivos Servicios de Salud del Ambiente de la jurisdicción. 
No obstante, los sistemas rurales deben cumplir con las normas sobre calidad de los servicios (Título III, D.F.L. MOP Nº382/88) y las normas técnicas respectivas. El régimen tarifario se regula por las disposiciones estatutarias de cada comité o cooperativa. 
La fiscalización de la calidad de los servicios corresponde a los Servicios de Salud del Ambiente (Ministerio de Salud). 
Aporte de microempresas del Loa MICROLOA.

## Superintendentes
- Eugenio Celedon Silva (marzo de 1990 - septiembre de 1996)
- Juan Eduardo Saldivia (septiembre de 1996 - marzo de 2006)
- Magaly Espinosa Sarria (marzo de 2006 - octubre de 2015)
- Gabriel Zamorano Seguel (octubre de 2015 - junio de 2016)
- Ronaldo Bruna Villena (junio de 2016 - junio de 2019)
- Jorge Rivas Chaparro (junio de 2019 - a la fecha)